# Kodrąb (Łódź)
Kodrąb is een dorp in het Poolse woiwodschap Łódź, in het district Radomszczański. De plaats maakt deel uit van de gemeente Kodrąb.